# Life Is Strange: Double Exposure
A Life Is Strange: Double Exposure 2024-ben megjelent epizódikus grafikus kalandjáték, amelyet a Deck Nine fejlesztett és a Square Enix adott ki PlayStation 5, Windows és Xbox Series X/S, majd egy hónappal később Nintendo Switch platformokra. A Life Is Strange-sorozat negyedik fő kiadása, másodjára a főszereplője Max Caulfield, aki új képességeket fedez fel, és egy gyilkosságot nyomoz ki, amelynek áldozata legjobb barátja volt.
Szakértők pozitív és negatív véleménnyel is voltak a játékról – leginkább platformtól függően –, míg eladási számai alulmaradták az elvárásokat, „katasztrofálisak” voltak a Square Enix számára. Ennek ellenére a történetet, az animációt, a karakterfejlődést a szakértők többsége méltatta és kedvelte, míg a kritika fő indoka leginkább a technikai problémák voltak.

## Cselekmény
|  | Alább a cselekmény részletei következnek! |

A történet 2023 végén kezdődik, miután Max Caulfield a vermonti Lakeportba költözött, hogy a Caledon Egyetem rezidens fényképésze legyen. Úgy döntött, hogy soha nem fogja használni újra képességeit, múltjában tapasztalt traumái miatt. December 4-én, miután időt töltött barátjaival, Safival és Mosesszel, Max egy lőtt seb következtében holtan találja Safit az egyetem kilátójában. Max teljesen elzárja magát a világtól, amíg fel nem fedezi új képességét, amellyel hallani tud egy másik idővonalat, ahol Safi még életben van. Ez a képessége gyorsan továbbfejlődik, és teljesen át fog tudni lépni az alternatív univerzumba. Az „Élő” idővonalban Safi autóját valaki megkárosítja, amelyet követően Max arra a következtetésre jut, hogy a nő itt is veszélyben van, és elkezdi kinyomozni a gyilkosságot a „Halott” idővonalban.
Nyomozása közben Max az egyetem több különböző lakosával is megismerkedik, akik közé tartozik Yasmin, az egyetem elnöke és Safi anyja, Amanda, a Snapping Turtle bár csaposa, Vinh, Yasmin asszisztense és az Abraxas titkos társaság vezetője, Gwen, az egyetem kreatív nem fikciós irodalmi professzora, Lucas, az irodalmi kar vezetője, illetve Loretta, Reggie és Diamond diákok. Az „Élő” idővonalban Max felfedezi, hogy Gwent és Lucast is olyan dolgokkal vádolják, amiket igazából nem követtek el, míg a „Halott” idővonalban Reggie kijelentette, hogy látta saját hasonmását a kilátónál. Moses beismeri, hogy ellopta Safi kameráját a gyilkosság tetthelyéről, amelyet végül Max visszaszerez és elrejt az ügyet nyomozó Alderman detektívtől. Ennek köszönhetően felfedezett egy újabb képességet, amellyel egyik idővonalról a másikra tudott mozgatni tárgyakat. A kamerán Max és Moses találnak egy fotót, amelyen Max látható, mielőtt lelövi Safit, így Moses azt hiszi, hogy fényképész a gyilkos.
Max megpróbálja használni meggyengült idő-visszafordító képességeit, amelynek következtében a Safi lelövésekor készült fényképbe utazik, felfedezve, hogy Lakeportot is egy Arcadia Bayhez hasonló vihar fogja érni. Max meglátja, hogy Safi könyörög, hogy lője le. Max megmutatja képességeit Mosesnek, visszaszerezve bizalmát. Felfedezik Alderman egyik múltbéli megjelenését, és mikor az igazi Alderman megérkezik, a két verziója egymáshoz ér, amelynek következtében létezése nyom nélkül eltűnik a világból. Az „Élő” idővonalban Max felfedezi, hogy Gwen lemondta Safi könyvkiadását, mert túl nagy fókusz volt benne Maya Okadán, Safi korábbi legjobb barátján, aki öngyilkos lett, miután Lucas ellopta munkáját. Vinh és Safi nem tudták megvédeni a lányt, ami halálához vezetett. Mikor hazaér, Max észreveszi, hogy valaki betört a házába, akiről később kiderül, hogy Safi volt, alakváltó képességeit használva. A nő megosztja Max-szel, hogy korábban felvette Gwen és Lucas alakját is, hogy szabotálja karrierjeiket, amiért szerepet játszottak Maya halálában, és könyve eltörlésében.
Max és Safi megegyeznek, hogy felfedik Lucas csalását az egyetem krampusz témájú ünnepségén, képességeiket felhasználva. Ugyan sikeresek, Lucas elmondja Safinak, hogy Yasmin mondta le könyve kiadását és, hogy Gwen csak az ő követeléseit követte. Ennek következtében Safi Yasminhoz rohan, aki kijelenti, hogy mindent csak lánya védelméért tett. Safi képességei teljesen kontrollálhatatlanok lesznek, előhozva a vihart Max látomásából. Max visszatér a fénykép elkészítésének pontjára, december 4-re, megtartva összes emléküket, de magukkal hozva a vihart. Safi megpróbálja rávenni Maxet, hogy vessen véget mindennek és ölje meg, de a fényképész nő úgy dönt, hogy együtt a viharba sétálnak és megküzdenek vele. A viharban a két idővonal, és Max Arcadia Bay-i emlékei elkezdenek összemosódni, sok régi karakter hangja is megjelenik a jelenetekben. Max polaroid kameráját használva elkülöníti Safit barátaitól, akinek elméi összemosódtak a nőjével.
Max és Safi visszatérnek a való világba, ahol a két idővonal teljesen egybeolvadt, és a vihar véget ért. Safi úgy dönt, hogy elhagyja Lakeportot, hogy találjon másokat hasonló képességekkel, arra kérve Maxet, hogy várjon visszatérésére, és segítsen képességei kihasználásában, de Max attól fél, hogy Safi terve nagy hatással lehet a saját, és mások életére. Maxnak el kell döntenie, hogy elfogadja vagy elutasítja Safi kérését. Ezt követően Max megosztja képességeit lakeporti barátaival, míg a játék végén Safi találkozik Diamonddal, akinek orra vérzik, és felajánlja neki segítségét.
|  | Itt a vége a cselekmény részletezésének! |

## Fejlesztés
2024 júniusában a Xbox Games Showcase közben a Square Enix bejelentette a Life Is Strange-sorozat következő részét, amely a 2015-ös eredeti játék első közvetlen folytatása volt, Life Is Strange: Double Exposure címen, a Deck Nine fejlesztésében. Hannah Telle visszatért Max szerepében.

A játék fő mechanikája Max Caulfield képessége, hogy két különböző idővonal között mozogjon

A játék megadja a játékosnak a lehetőséget, hogy a játék végét természetesen érje el, anélkül, hogy kanonizálná a 2015-ös kiadás bármelyik végkimenetelét. A játék rendezői fontosnak találták, hogy tiszteljék az eredeti játék kimeneteleit, miközben bemutattak egy új történetet, amely Max múltbéli problémáit reflektálja. A játékos döntései befolyásolták a végkimenetelt, amelyekre hatással voltak Max gondolatai, naplója, üzenetei és beszélgetései. Max új képességekkel rendelkezett, amelyek engedélyezték számára, hogy párhuzamos idővonalak között mozogjon.

## Megjelenés
A Life Is Strange: Double Exposure 2024. október 29-én jelent meg PlayStation 5, Windows és Xbox Series X/S platformokon. A Nintendo Switch-kiadás, amelyet az Engine Software fejlesztett, november 19-én jelent meg digitálisan, majd 2025. január 28-án boltokban. Az Ultimate Edition kiadást előrendelők hamarabb kaptak hozzáférést az első két epizódhoz, október 15-től, amelyet sokan spoilerek miatt kritizáltak. A Deluxe Edition kisebb újdonságokat ad a játékhoz, illetve egy új küldetést egy macskával kapcsolatban.
A Don’t Nod, két korábbi Life Is Strange-játék fejlesztője elhalasztotta a Lost Records: Bloom & Rage című videójátékuk kiadását, hogy elkerüljék a Double Exposure által hozott versengést.

## Kritika
A Life Is Strange: Double Exposure PlayStation 5, Xbox Series X és Series S kiadása átlagos értékeléseket kapott, míg a számítógépes verzióját méltatták.
A 4Players szerint a karakterek kedvelhetők, megtartotta megszokott szarkasztikus humorát, részletezett játékhelyszíneit és nosztalgikus érzését, de megemlítette, hogy nem tudott felérni az eredeti játék hatásával, és voltak kisebb problémák sztorijával és a szoftver teljesítményével. A Destructoid azt írta, hogy egy „kielégítő folytatás, amely jól kötődik az előzetes eseményeivel,” méltatva a történetet, karakterfejlődést és nosztalgikus érzését, de kritizált néhány kiszámítható cselekményfordulatot és egydimenziós karaktert. A GamesRadar+ szakértői szerint a történet alapjaként szolgáló gyilkosság rejtélye jó volt, a karakterek sokoldalúak, az arcanimációk kiemelkedők. Leginkább a karakterekkel eltöltött kevés időt kritizálták, illetve a két idővonalas felépítést, ami kicsit csökkentette az érzelmi kapcsolatokat a történettel. Az IGN azt írta, hogy a játék elérte az eredeti által követelt színvonalat, és „szinte minden szempontból előrelépést mutatott a korábbiakhoz képest,” kiemelve a karakterfejlődést és a komoly témák kezelését. A The Games Machine szerint a sztori megragadó volt meglepő fordulatokkal, okosan keverve a science-fictiont és a gyilkosság történetét, kiemelkedő grafikával és hanggal rendelkezett, de kritizálta a könnyű puzzle-öket.
A PC Gamer kiemelte a gyilkosság rejtélyét, Max új képességeit és a komoly témák feldolgozását a játékon belül, de kritizálta a régi narratívák újra felhasználását, a sokszor problémás hangkeverést, illetve az alulfejlődött karaktereket a két idővonal miatt. A magazin kellemetlennek tartotta a technikai problémákat is, mint a lassan töltődő textúra, az egymással egy időben játszódó dialógusok, illetve más grafikai problémák. Ennek ellenére a történet, a karakterek, az animáció és a zenei alapok kiemelkedők voltak, bár a puzzle-öket ők is túl könnyűnek, a játszható világot pedig túl kicsinek találták. A Push Square kifejezetten nem kedvelte a játékot, főleg az audióproblémákat, az érzelmi kapcsolat nemlétét, a természetfeletti erők túlságos nagy szerepét, illetve az előző játékokhoz képest alulfejlesztett történetet emelte ki. Ettől függetlenül az animációt, a vizuális részeket és Max visszatérését méltatta a magazin.

## Díjak és jelölések
| Év   | Díjátadó                      | Kategória                                                 | Eredmény  | For.          |
| ---- | ----------------------------- | --------------------------------------------------------- | --------- | ------------- |
| 2024 | 2024-es Game Awards           | Legjobb teljesítmény (Hannah Telle)                       | Jelölve   | [ 29 ]        |
| 2024 | 2024-es Game Awards           | Games for Impact                                          | Jelölve   | [ 29 ]        |
| 2025 | New York Game Awards          | Herman Melville-díj a legjobb történetírásért             | Jelölve   | [ 30 ]        |
| 2025 | New York Game Awards          | Tin Pan Alley-díj a legjobb zenéért                       | Jelölve   | [ 30 ]        |
| 2025 | New York Game Awards          | Great White Way-díj a legjobb színészetért (Hannah Telle) | Jelölve   | [ 30 ]        |
| 2025 | Game Developers Choice Awards | Legjobb narratíva                                         | Elismerve | [ 31 ] [ 32 ] |
| 2025 | Game Developers Choice Awards | Közösségi hatás                                           | Elnyerte  | [ 31 ] [ 32 ] |
| 2025 | GLAAD Media Awards            | Kiemelkedő videójáték                                     | Elnyerte  | [ 33 ]        |
| 2025 | British Academy Games Awards  | Game Beyond Entertainment                                 | Listvázva | [ 34 ]        |
| 2025 | British Academy Games Awards  | Narratíva                                                 | Listvázva | [ 34 ]        |